# CD-TV
El CDTV (Commodore Dynamic Total Vision) fue fabricado por Commodore International y lanzado en abril de 1991. Diseñado y comercializado como un set-top box para convivir con la grabadora de video y ser usado como lectora de CD y videoconsola, se creó como un competidor directo del Philips CD-i, aunque resultó un fracaso comercial. Con el tiempo fue sustituido por el Amiga CD32.

## Historia
Commodore anunció el CDTV en el Consumer Electronics Show de Chicago del verano de 1990, prometiendo que lo lanzaría antes de fin de año con 100 títulos de software. Finalmente, se lanzó en abril de 1991.
El CDTV se concibió como un aparato multimedia más que como un ordenador personal convencional. Como tal, su carcasa tenía unas dimensiones y un estilo bastante comparables a los de la mayoría de los componentes de los equipos de música domésticos de la época, y venía con un mando a distancia por infrarrojos. Así mismo, se vendía inicialmente sin teclado ni ratón (que podían comprarse por separado, y que más tarde se incluyeron con la máquina). El CDTV se basaba en la misma tecnología que los anteriores sistemas Amiga, pero contaba con una unidad de CD-ROM de una sola velocidad y sin disquetera de serie. 

## Software
Un total de treinta y cinco juegos se lanzaron para la CDTV, entre ellos SimCity y Lemmings.

## Fracaso
Commodore retiró el CDTV del mercado en 1993. La consola fue un fracaso comercial, por varias razones:
- La comunidad de Amiga ignoró el CDTV y se enfocaron en esperar en el lanzamiento de una unidad de CD-ROM adicional para el Amiga, que resultó ser el A570. Esto perjudicó las ventas de la consola, ya que un A500 equipado con el A570 era electrónicamente igual que un CDTV, y en consecuencia, podía ejecutar el software de la CDTV.
- Nolan Bushnell, uno de los principales defensores del CDTV, argumentaba que el elevado precio del sistema era suficiente para explicar su fracaso en el mercado. En los Estados Unidos, la consola se vendía a un precio de 999 dólares.
- El CDTV se suministró con AmigaOS 1.3, en lugar de la versión 2.0, más avanzada y fácil de usar, que se lanzó más o menos al mismo tiempo. Es considerado una de las principales causas de su fracaso.

En Alemania, se vendieron tan solo 25.800 unidades, mientras que en el Reino Unido, se vendieron aproximadamente 29.000 unidades.